# Okręg wyborczy województwo ciechanowskie do Senatu Rzeczypospolitej Polskiej
Okręg wyborczy województwo ciechanowskie do Senatu Rzeczypospolitej Polskiej obejmował w latach 1989–2001 obszar województwa ciechanowskiego. Wybierano w nim 2 senatorów, przy czym w latach 1989–1991 obowiązywała zasada większości bezwzględnej, zaś w latach 1991–2001 większości względnej.
Powstał w 1989 wraz z przywróceniem instytucji Senatu. Zniesiony został w 2001, na jego obszarze utworzono nowe okręgi nr 15, 17 i 33.
Siedzibą okręgowej komisji wyborczej był Ciechanów.

## Reprezentanci okręgu
| Rok  | Senator komitet wyborczy                      | Senator komitet wyborczy                                                                             | Senator komitet wyborczy                      | Senator komitet wyborczy                                                            |
| ---- | --------------------------------------------- | --- | --------------------------------------------- | ----------------------------------------------------------------------------------- |
| 1989 |                                               | Benedykt Pszczółkowski                                                                               |                                               | Ryszard Juszkiewicz Komitet Obywatelski powołany z inicjatywy „Solidarności” (1991) |
| 1991 |                                               | Jan Antonowicz Polskie Stronnictwo Ludowe Sojusz Programowy (1991) Polskie Stronnictwo Ludowe (1993) |                                               | Ryszard Juszkiewicz Komitet Obywatelski powołany z inicjatywy „Solidarności” (1991) |
| 1993 |                                               | Jan Antonowicz Polskie Stronnictwo Ludowe Sojusz Programowy (1991) Polskie Stronnictwo Ludowe (1993) | Ireneusz Michaś Sojusz Lewicy Demokratycznej  |                                                                                     |
| 1997 |                                               | Sławomir Willenberg Akcja Wyborcza Solidarność                                                       | Ireneusz Michaś Sojusz Lewicy Demokratycznej  |                                                                                     |
| 2001 | okręg zniesiony – patrz okręgi nr 15, 17 i 33 | okręg zniesiony – patrz okręgi nr 15, 17 i 33                                                        | okręg zniesiony – patrz okręgi nr 15, 17 i 33 | okręg zniesiony – patrz okręgi nr 15, 17 i 33                                       |

## Wyniki wyborów
Symbolem „●” oznaczono senatorów ubiegających się o reelekcję.

### Wybory parlamentarne 1989
| Kandydat                                                          | Głosów | %     |
| ----------------------------------------------------------------- | ------ | ----- |
| Benedykt Pszczółkowski                                            | 93 770 | 63,77 |
| Ryszard Juszkiewicz                                               | 87 073 | 59,21 |
| Stanisław Żelichowski                                             | 22 822 | 15,52 |
| Helena Chodkowska                                                 | 14 248 | 9,69  |
| Krzysztof Karulak                                                 | 12 177 | 8,28  |
| Romuald Bieńkowski                                                | 9906   | 6,74  |
| Ireneusz Paliński                                                 | 8508   | 5,79  |
| Kazimierz Sieńkowski                                              | 7821   | 5,32  |
| Sławomir Krysiak                                                  | 4054   | 2,76  |
| Liczba głosów ważnych: 147 047 Źródło: Państwowa Komisja Wyborcza |        |       |

### Wybory parlamentarne 1991
| Kandydat                                              | Kandydat             | Komitet wyborczy                                         | Głosów |
| ----------------------------------------------------- | -------------------- | -------------------------------------------------------- | ------ |
|                                                       | Ryszard Juszkiewicz● | Komitet Obywatelski powołany z inicjatywy „Solidarności” | 22 866 |
|                                                       | Jan Antonowicz       | Polskie Stronnictwo Ludowe Sojusz Programowy             | 21 476 |
|                                                       | Sławomir Willenberg  | Niezależny Samorządny Związek Zawodowy „Solidarność”     | 19 974 |
|                                                       | Janina Fetlińska     | Polskie Towarzystwo Pielęgniarskie                       | 18 028 |
|                                                       | Katarzyna Wałkuska   | Sojusz Lewicy Demokratycznej                             | 16 429 |
|                                                       | Seweryn Warzyński    | Porozumienie Ludowe                                      | 15 794 |
|                                                       | Ireneusz Michaś      | Sojusz Lewicy Demokratycznej                             | 15 085 |
|                                                       | Zygmunt Pawłowski    | Wyborcza Akcja Katolicka                                 | 14 162 |
|                                                       | Czesław Talarek      | Porozumienie Obywatelskie Centrum                        | 12 058 |
|                                                       | Hubert Zembrzuski    | Porozumienie Obywatelskie Centrum                        | 11 399 |
|                                                       | Ryszard Pidek        | Obywatelski KW Pana Ryszarda Pidka                       | 10 136 |
| Frekwencja: 33,99% Źródło: Państwowa Komisja Wyborcza |                      |                                                          |        |

### Wybory parlamentarne 1993
| Kandydat                                              | Kandydat               | Komitet wyborczy                                     | Głosów |
| ----------------------------------------------------- | ---------------------- | ---------------------------------------------------- | ------ |
|                                                       | Jan Antonowicz●        | Polskie Stronnictwo Ludowe                           | 39 215 |
|                                                       | Ireneusz Michaś        | Sojusz Lewicy Demokratycznej                         | 32 714 |
|                                                       | Andrzej Rutkowski      | Polskie Stronnictwo Ludowe – Porozumienie Ludowe     | 20 943 |
|                                                       | Sławomir Willenberg    | Niezależny Samorządny Związek Zawodowy „Solidarność” | 19 923 |
|                                                       | Tomir Vitali           | Społeczny KW Tomira Wojciecha Vitalego               | 19 206 |
|                                                       | Janina Fetlińska       | KW Okręgowej Rady Pielęgniarek i Położnych           | 19 189 |
|                                                       | Benedykt Pszczółkowski | Koalicja dla Rzeczypospolitej                        | 16 652 |
|                                                       | Ryszard Juszkiewicz●   | Unia Demokratyczna                                   | 14 955 |
|                                                       | Bogdan Tyszkiewicz     | Bezpartyjny Blok Wspierania Reform                   | 13 360 |
|                                                       | Piotr Lipiński         | Konfederacja Polski Niepodległej                     | 12 564 |
|                                                       | Andrzej Pietrasik      | KW Andrzeja Józefa Pietrasika                        | 11 713 |
|                                                       | Wiktor Kołakowski      | Polska Unia Ekologiczna                              | 10 157 |
|                                                       | Rafał Szymański        | Stronnictwo Demokratyczne                            | 10 045 |
|                                                       | Zbigniew Markiewicz    | KW Zbigniewa Markiewicza                             | 6856   |
|                                                       | Marian Klubiński       | Konwencja Polska                                     | 5019   |
| Frekwencja: 48,71% Źródło: Państwowa Komisja Wyborcza |                        |                                                      |        |

### Wybory parlamentarne 1997
| Kandydat                                              | Kandydat            | Komitet wyborczy                    | Głosów |
| ----------------------------------------------------- | ------------------- | ----------------------------------- | ------ |
|                                                       | Sławomir Willenberg | Akcja Wyborcza Solidarność          | 45 751 |
|                                                       | Ireneusz Michaś●    | Sojusz Lewicy Demokratycznej        | 37 907 |
|                                                       | Jan Antonowicz●     | Polskie Stronnictwo Ludowe          | 29 755 |
|                                                       | Paweł Kołakowski    | Ruch Odbudowy Polski                | 26 805 |
|                                                       | Zbigniew Małolepszy | Unia Wolności                       | 19 443 |
|                                                       | Florentyna Kalata   | Krajowa Partia Emerytów i Rencistów | 17 520 |
|                                                       | Mieczysław Kostyra  | Unia Pracy                          | 14 747 |
|                                                       | Stanisław Giszczak  | KW Stanisława Walentego Giszczaka   | 4129   |
| Frekwencja: 38,38% Źródło: Państwowa Komisja Wyborcza |                     |                                     |        |